# Johnny Cash Sings Hank Williams
Johnny Cash Sings Hank Williams è il settimo album pubblicato dal cantante country Johnny Cash, ed è il quarto pubblicato dalla Sun Records. Fu pubblicato originariamente il 15 settembre 1960 ed è stato ristampato il 17 giugno 2003 dall'etichetta Varese Sarabande con cinque bonus track: due di esse, I Love You Becaues e Come in Stranger, sono versioni alternative di brani già presenti sull'album. Contrariamente a quanto il titolo del LP potrebbe suggerire, solamente i primi quattro brani sono pezzi originali di Hank Williams reinterpretati da Johnny Cash, mentre i rimanenti sono brani scritti da Cash, ad eccezione di I Love You Because, brano originale di Leon Payne.

## Tracce
1. I Can't Help It - 1:45 - (Hank Williams)
2. You Win Again - 2:18 - (Hank Williams)
3. Hey, Good Lookin' - 1:41 - (Hank Williams)
4. I Could Never Be Ashamed of You - 2:14 - (Hank Williams)
5. Next in Line - 2:48 - (Johnny Cash)
6. Straight As in Love - 2:15 - (Johnny Cash)
7. Folsom Prison Blues - 2:49 - (Johnny Cash)
8. Give My Love to Rose - 2:45 - (Johnny Cash)
9. I Walk the Line - 2:46 - (Johnny Cash)
10. I Love You Because - 2:26 - (Leon Payne)
11. Come in Stranger - 1:42 - (Johnny Cash)
12. Mean Eyed Cat - 2:30 - (Johnny Cash)

### Bonus Tracks
1. Cold, Cold Heart (Hank Williams)
2. (I Heard That) Lonesome Whislte) (Hank Williams)
3. Come in Stranger (Johnny Cash)
4. Wide Open Road (Johnny Cash)
5. I Love You Because (Leon Payne)

## Musicisti
- Johnny Cash - Voce
- Luther Perkins - Chitarra Elettrica
- Marshall Grant - Basso
- Al Casey - Chitarra

### Altri Collaboratori
- Sam Phillips - Produttore
- Jack Clement - Produttore
- Bill Dahl - Produttore per la Riedizione
- Cary E. Mansfield - Produttore per la Riedizione